# ベリングスハウゼン海
ベリングスハウゼン海（ベリングスハウゼンかい、英語: Bellingshausen Sea）は、南極海の海域の1つである。具体的には、南極大陸西側の南極半島の縁海であり、南極半島の南西側である。

## 地理
アレクサンダー島とサーストン島の間の海である。エルスワースランドの沖合に当たり、ピョートル1世島などが存在する。

## 歴史・名称
この海域の名称は、ロシア海軍の軍人であり、探検家でもあったファビアン・ゴットリープ・フォン・ベリングスハウゼンの姓に由来する。彼は1821年に、この付近の沿岸を探検した。

## 小惑星の落下
215万年前の第三期鮮新世に、直径1 kmから4 kmの小惑星が、ベリングスハウゼン海に落下した。この事実は、1995年に海洋観測船のポーラーシュテルン号が実施した探査によって確実となった。この衝突では、海底にクレーターはできなかったようだが、津波は発生しただろうと考えられており、南極大陸や南アメリカ大陸を襲ったと見られている。